# Shaheen Air International
Shaheen International Air, що діє як Shaheen Air, — колишня приватна авіакомпанія Пакистану зі штаб-квартирою в міжнародному аеропорту Джина (Карачі), що здійснює пасажирські і вантажні регулярні і чартерні авіаперевезення між великими містами країн Перської затоки.
Компанія утворена в грудні 1993 року, а 25 жовтня наступного року отримала від уряду Пакистану офіційний статус другого національного авіаперевізника. Портом приписки авіакомпанії і її головним транзитним вузлом (хабом) є міжнародний аеропорт Джина в Карачі, як ще один хаб використовується міжнародний аеропорт імені Беназір Бхутто в Ісламабаді.
Крім обслуговування маршуртов між найбільшими містами Пакистану такими, як Карачі, Лахор, Ісламабад і Пешавар, Shaheen International Air виконує рейси в Дубай, Абу-Дабі, Аль-Айн, Доху, Ель-Кувейт та Маскат.
Призупинила усі операції в жовтні 2018 року.

## Історія

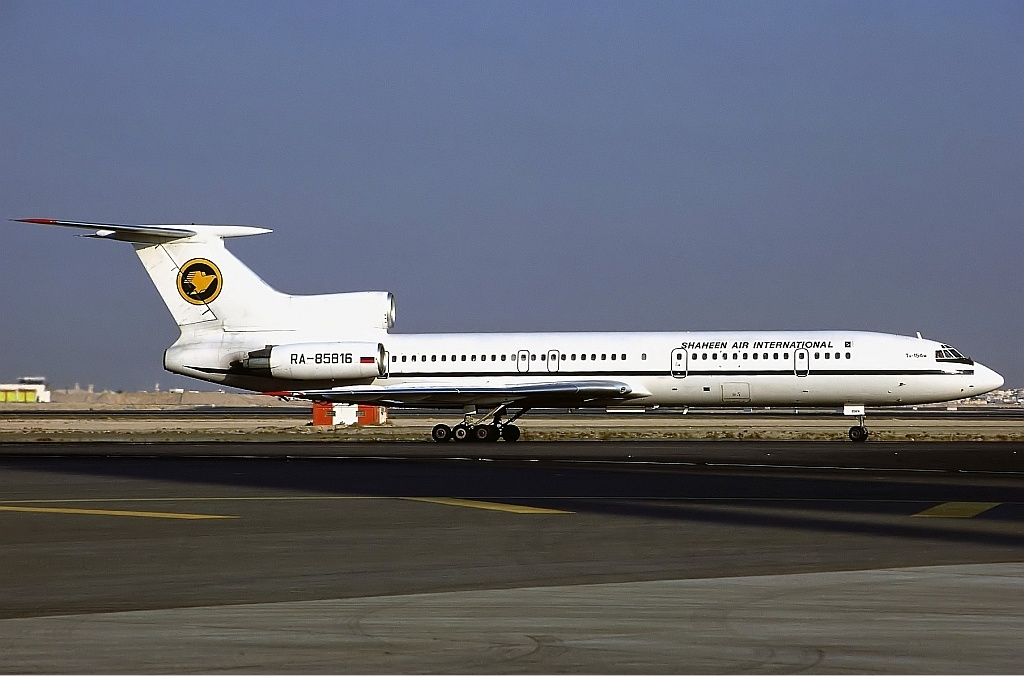
Ту-154М авіакомпанії Shaheen International Air на рулюванні в міжнародному аеропорту Дубай (ОАЕ), 1999 рік

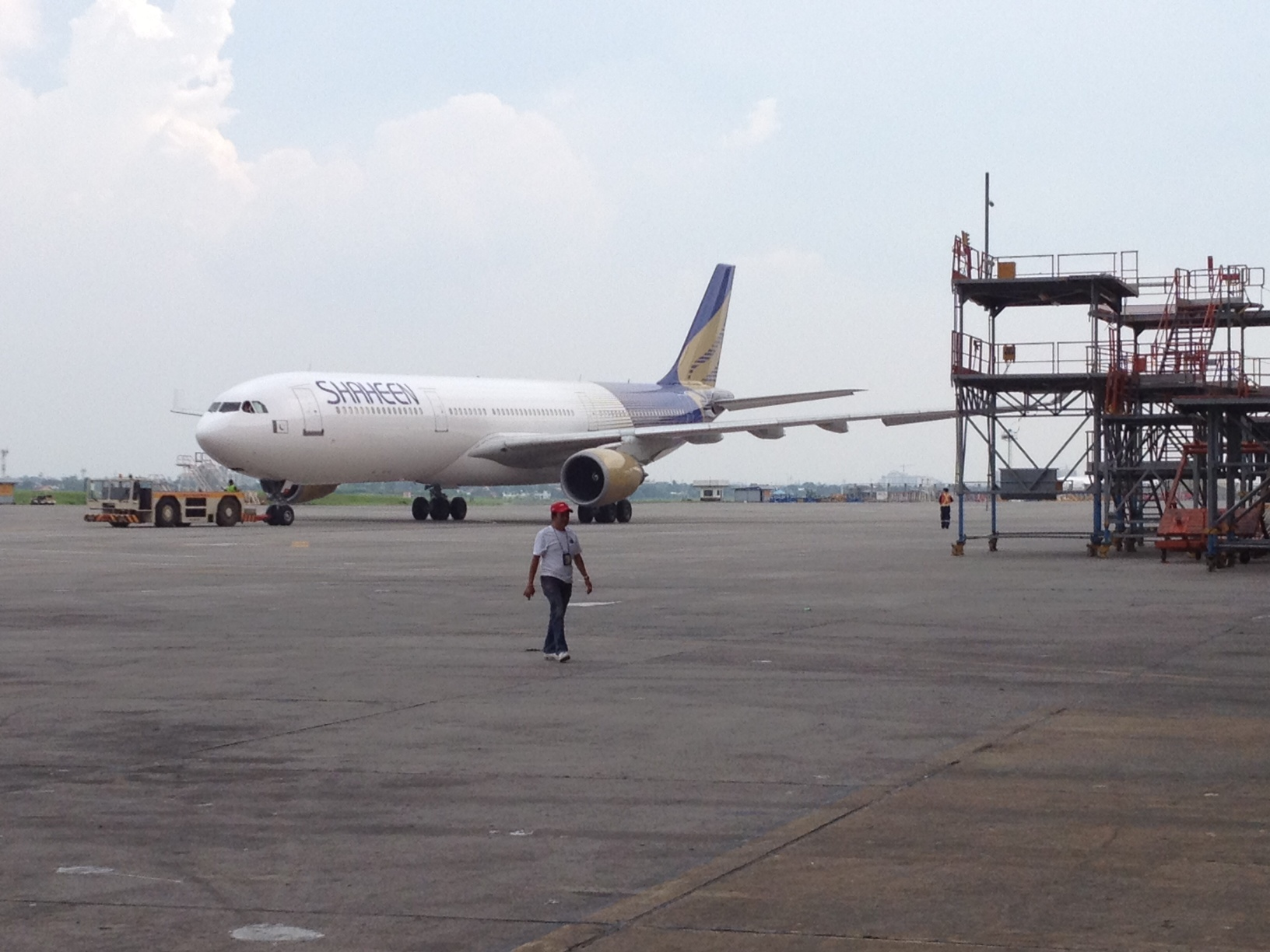
Airbus A330-300 авіакомпанії Air Shaheen

У 2004 році Shaheen Air International провела власний ребрендинг зі зміною логотипу, колірних забарвлень літаків і власного корпоративного сайту (раніше перебувало у власності канадського бізнесмена пакистанського походження). У тому ж році керівництво авіакомпанії оголосив про відкриття нового регулярного маршруту між Карачі і Кветтою, а губернатор Белуджистана заявив про свою пропозицію компанії запустити регулярні перевезення між Кветтой і Захеданом і розглянути можливість відкриття власних рейсів в аеропорти Ірану. Спочатку Shaheen Air виконувала вісім щотижневих рейсів Карачі-Кветта і Кветта-Лахор, а потім отримала офіційний дозвіл на маршрут з Кветти в Ісламабад.
22 травня 2004 року Управління цивільної авіації Пакистану зупинило всі польоти Shaheen Air через створену великих заборгованостей. Протягом доби авіакомпанія надала авіатранспортному управлінню країни чек до сплати належних внесків, і вже на наступний день отримала дозвіл на відновлення польотів з внутрішніх та міжнародних напрямків.
18 вересня 2006 року керівництво Shaheen Air повідомило про запуск далекомагістрального маршруту між Ісламабадом і Донкастером у Великій Британії, рейси за яким повинні були виконуватися чотири рази на тиждень. В силу ряду причин цей маршрут так і не був відкритий.

## Сервісне обслуговування

### Сервіс на борту
Авіакомпанія експлуатує повітряний флот, що складається з літаків Boeing 737—200/400 і Airbus 330—300. Лайнери Boeing 737 мають компонування тільки салонами економічного класу (125 і 169 пасажирських місць), на літаках Airbus A330-300 до послуг пасажирів салони економічного і бізнес-класів.

### Газети і журнали
Shaheen Air випускає власний журнал «Parwaz» («Політ» на урду). Пасажирам авіакомпанії журнал пропонується у варіантах англійською мовою та мовою урду.

### Електронні квитки
Пасажири Shaheen Air мають можливість забронювати на сайті авіакомпанії квитки на будь-які рейси по внутрішніх маршрутах і потім викупити квитки в касах перевізника.

### Реєстрація на рейс
Пасажири авіакомпанії можуть скористатися послугами реєстрації квитків у проміжку від 180 до 45 хвилин до відправлення рейсу. Сервіс надається на стійках реєстрації, а також в кіосках самообслуговування міжнародного аеропорту Джина.

## Маршрутна мережа

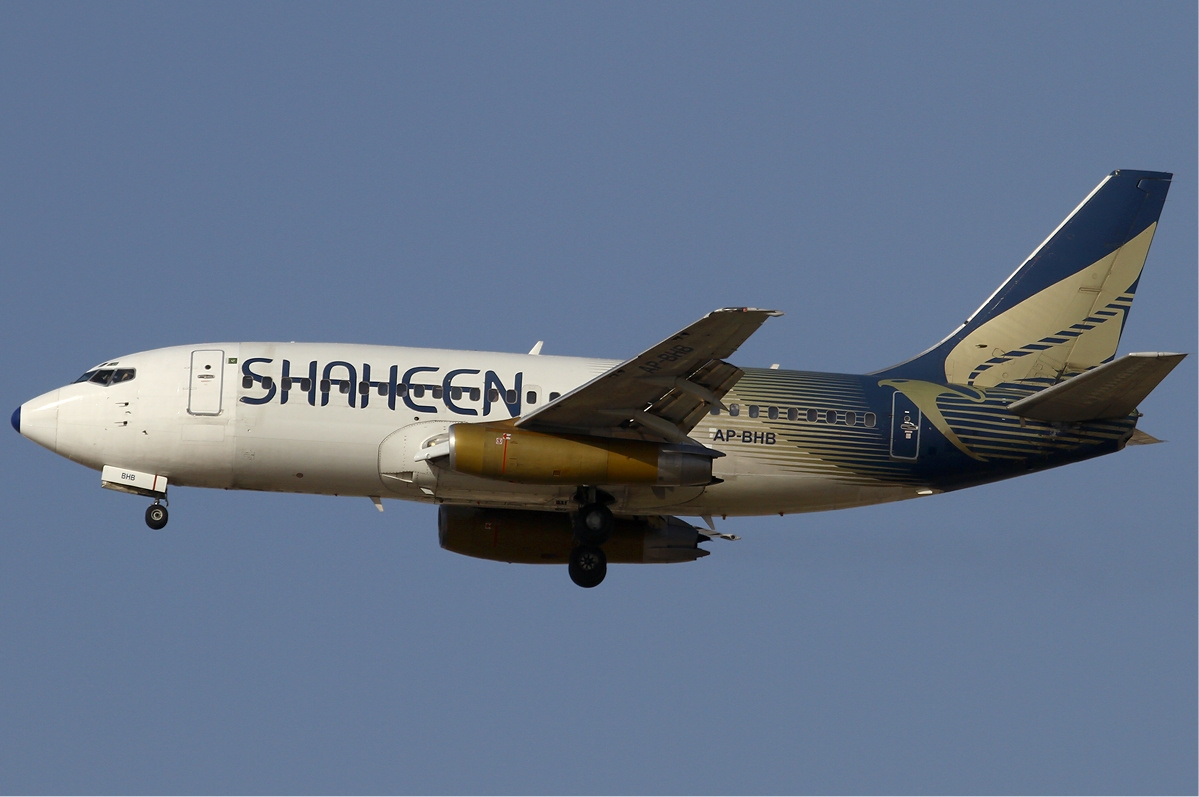
Посадка Boeing 737—200 авіакомпанії Shaheen Air в дубайському міжнародному аеропорту (ОАЕ), 2011 рік

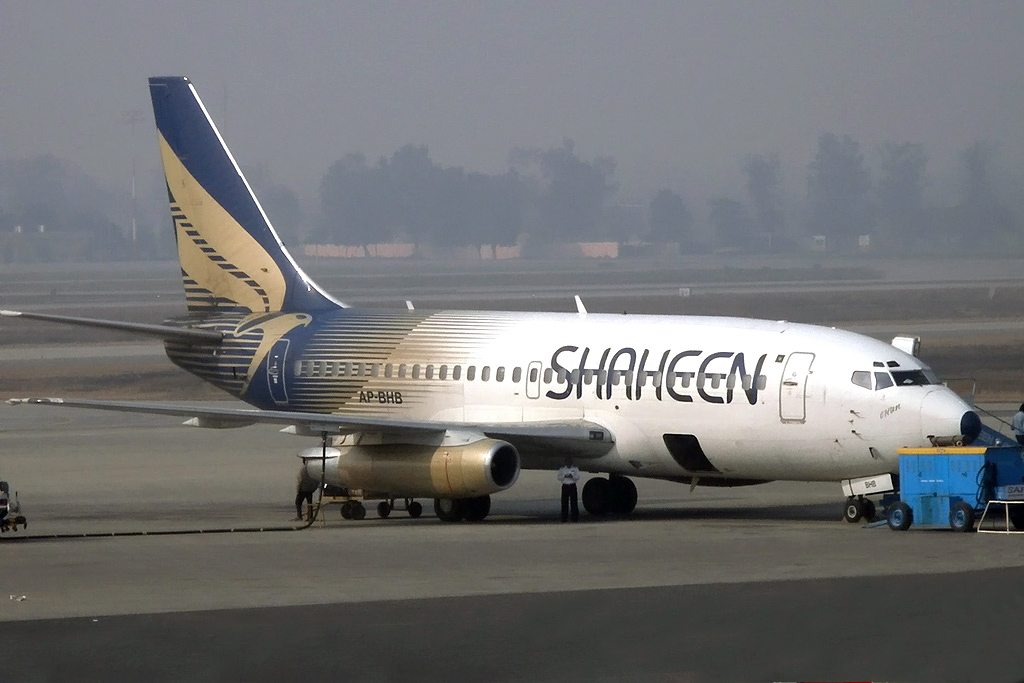
Boeing 737—200 в міжнародному аеропорту Лахор

Станом на липень 2012 року маршрутна мережа регулярних перевезень авіакомпанії Shaheen Air включала в себе наступні пункти призначення:
| [хаб] | Хаб       |
| ^     | Плановані |
| †     | Скасовані |

| Місто                                        | Країна            | ІАТА | ІКАО | Аеропорт                                     |
| -------------------------------------------- | ----------------- | ---- | ---- | -------------------------------------------- |
| Абу-Дабі                                     | ОАЕ               | AUH  | OMAA | міжнародний аеропорт Абу-Дабі                |
| Ель-Айн                                      | ОАЕ               | AAN  | OMAL | міжнародний аеропорт Ель-Айн                 |
| Ед-Даммам                                    | Саудівська Аравія | DMM  | OEDF | міжнародний аеропорт імені короля Фахада     |
| Дера-Газі-Хан ^ [з 28 жовтня 2012]           | Пакистан          | DEA  | OPDG | міжнародний аеропорт Дера-Газі-Хан           |
| Доха                                         | Катар             | DOH  | OTBD | міжнародний аеропорт Доха                    |
| Дубай                                        | ОАЕ               | DXB  | OMDB | міжнародний аеропорт Дубай                   |
| Фейсалабад                                   | Пакистан          | LYP  | OPFA | міжнародний аеропорт Фейсалабад †            |
| Ісламабад                                    | Пакистан          | ISB  | OPRN | Міжнародний аеропорт імені Беназір Бхутто    |
| Джидда                                       | Саудівська Аравія | JED  | OEJN | міжнародний аеропорт імені короля Абдулазіза |
| Карачі                                       | Пакистан          | KHI  | OPKC | міжнародний аеропорт Джинна [хаб]            |
| Ель-Кувейт                                   | Кувейт            | KWI  | OKBK | міжнародний аеропорт Кувейт                  |
| Лахор                                        | Пакистан          | LHE  | OPLA | міжнародний аеропорт Аллама Ікбал            |
| Мешхед                                       | Іран              | MHD  | OIMM | міжнародний аеропорт Мешхед                  |
| Мултан                                       | Пакистан          | MUX  | OPMT | міжнародний аеропорт Мултан                  |
| Маскат                                       | Оман              | MCT  | OOMS | міжнародний аеропорт Маскат                  |
| Пешавар                                      | Пакистан          | PEW  | OPPS | міжнародний аеропорт Пешавар                 |
| Кветта ^ [відновлюються з 15 листопада 2012] | Пакистан          | UET  | OPQT | міжнародний аеропорт Кветта                  |
| Шарджа                                       | ОАЕ               | SHJ  | OMSJ | міжнародний аеропорт Шарджа                  |
| Сіялкот                                      | Пакистан          | SKT  | OPST | міжнародний аеропорт Сіялкот                 |
| Суккур                                       | Пакистан          | SKZ  | OPSK | аеропорт Суккур †                            |

## Флот
У вересні 2012 року повітряний флот авіакомпанії Shaheen Air складали наступні літаки:
- 3 Airbus A330-300
- 8 Boeing 737—400
- 2 Boeing 737—800 — обидва літаки в «мокрому» лізингу у Midwest Airlines
- 2 Boeing 767—200 — в «мокрому» лізингу у Jordan Aviation